# ファスベルク陸軍飛行場
ファスベルク陸軍飛行場（ドイツ語：Heeresflugplatz Faßberg）は、ドイツ連邦共和国ニーダーザクセン州ファスベルクに所在する軍用飛行場。

## 歴史
第二次世界大戦後にイギリス空軍ファスベルク航空基地としてイギリス空軍が使用し、戦闘機部隊が駐留していた。1957年1月に運用停止となりドイツ空軍に正式に引き渡される。現在、陸軍は第10輸送ヘリコプター連隊が駐屯している。空軍は1956年の設置以来、第3空軍術科学校が置かれており、他にも航空関係の教育機関がある。

## 配置部隊・機関
- 第10輸送ヘリコプター連隊（陸軍）
- 第3空軍術科学校（空軍）
- 空軍実科学校（空軍）
- ドイツ＝フランス共同ティーガー攻撃ヘリコプター教育訓練施設（空軍）
- 家族ケア・センター（基盤軍）
- ファスベルク衛生センター（救業軍）
- ベルゲン＝アウセンシュテル・ファスベルク連邦軍業務センター（国防施設管理・環境保護部）